# Karl Konstantin von Fechenbach
Friedrich Karl Konstantin von Fechenbach, auch Friedrich Karl von Fechenbach zu Laudenbach und Sommerau (* 7. November 1836 in Aschaffenburg; † 14. März 1907 in Würzburg) war ein deutscher Offizier, Publizist und Politiker in der Zeit des Kulturkampfes, der konservative katholische Polemik mit radikalen sozialreformerischen Vorstellungen und Antisemitismus verband.

## Leben
Der Spross der Freiherren von Fechenbach zu Laudenbach war bis 1859 bayerischer Offizier. In den 1860er Jahren stieg er als Nationalliberaler in die Politik ein und wandte sich zunächst gegen jeden Versuch des Ultramontanismus.
Seit 1878 versuchte der „rastlose Ritter“ mit Geldressourcen und Verbindungen in den „Zentrumsadel“ konservative Kräfte für ein sozialreformerisches Programm zu gewinnen. So forderte er, als Antipode zur erstarkenden Sozialdemokratie die Schwerindustrie zu verstaatlichen. Fechenbach bemühte sich um das eingesessene Handwerk vor allem im Rheinland und Südwesten, aber auch in Hamburg und Breslau, was die Historikerin Shulamit Volkov als die Initiierung einer „grassroots“-Bewegung versteht: Um die von den Umwälzungen der Industriellen Revolution verunsicherten kleinen Handwerker und Bauern für sich zu gewinnen, stellte Fechenbach ihnen die Einführung eines Zunftzwanges und die Besteuerung von Aktiengewinnen und Luxusgütern und damit eine verklärte Vergangenheit als Zukunftsvision in Aussicht.
Fechenbach gründete 1880 die Sozialkonservative Vereinigung in Frankfurt am Main, die die politische Spaltung der konfessionell gebundenen konservativen und sozialreformerischen Parteien in Deutschland überwinden sollte, wobei der Historiker Olaf Blaschke darauf hinweist, dass „überkonfessionell“ im damaligen politischen Kontext eine Codierung für „antisemitisch“ war. Als dieser Versuch an den Widerständen der etablierten Parteien scheiterte, näherte sich Fechenbach der antisemitischen Deutschen Reformpartei an und formulierte Teile von deren Parteiprogramm, das im September 1881 in Dresden beschlossen wurde.
Schließlich schloss sich Fechenbach 1885 dem konservativ-katholischen Zentrum und dort „der gehässigsten Anti-Bismarck-Fronde“ an, die auch noch nach dem Ende der Kanzlerschaft weiter gegen Otto von Bismarck polemisierte. Fechenbachs radikale Forderungen isolierten ihn politisch; als erfolgreicher Publizist erreichte er aber ein großes Publikum. Mit dem kinderlosen und unverheirateten Karl von Fechenbach starb die seit dem 13. Jahrhundert in Franken ansässige Adelsfamilie Fechenbach aus.

## Nachlass
Sein Nachlass befindet sich zum größten Teil im Bundesarchiv, teilweise auch im Familienarchiv im Staatsarchiv Würzburg. Er umfasst „Zeitungsartikel und Schriftwechsel zur Mittelstandspolitik mit anti-bismarckscher Tendenz, u. a. mit dem Fürsten Isenburg, mit Windthorst und Wagener (Kreuzzeitung)“. Die Sammlung von Briefwechseln mit Politikern, Presseausschnitten und Parteimaterialien gilt als umfassender als die institutionellen Sammlungen vieler Archive zum frühen Kaiserreich.

## Werke
- Gedichte. Ohne Verlag, um 1866, Digitalisat der Bayerischen Staatsbibliothek.
- Denkschrift über die Arbeiterfrage: erstattet der sozial-politischen Konferenz für den Mittelrhein. Foesser, Frankfurt am Main 1888.

Eine vollständige Bibliographie seiner Schriften findet sich bei Hans-Joachim Schoeps: CDU vor 75 Jahren. Die sozialpolitischen Bestrebungen des Reichsfreiherrn Friedrich Carl von Fechenbach (1836–1907). In: Zeitschrift für Religions- und Geistesgeschichte 9 (1957), S. 266–277, hier S. 276 f.